# Калкунская волость
Калку́нская волость (латыш. Kalkūnes pagasts) — одна из волостей Аугшдаугавского края Латвии. Административным центром волости является село Калкуны.